# Augustin Přeučil
Augustin Přeučil (3. července 1914 Třebsín – 14. dubna 1947 Praha) byl voják, příslušník RAF, agent gestapa.

## Život
V roce 1935 absolvoval civilní pilotní kurz, o rok později narukoval do armády jako vojenský pilot.
Po neúspěšném pokusu uprchnout za hranice (údajně s pomocí brazilského víza) se již v létě 1939 stal agentem gestapa. V Polsku infiltroval formující se československé jednotky a podával o nich do Protektorátu informace poštou. S jednotkou později odešel do Francie a po její porážce do Velké Británie. Krátce sloužil u 43. a 605. stíhací perutě RAF, poté přešel jako pomocný instruktor k výcvikové jednotce 55. OTU na letišti v Usworthu. Kázeňsky byl nadřízenými hodnocen velmi negativně.
Na rozkaz gestapa 18. září 1941 při cvičném letu, kdy cvičil jako instruktor žáka druhého letounu, dezertoval v hodnosti Flight Sergeant (F/Sgt) a to tak, že žákovi oznámil problémy s letounem a z velké výšky prudce klesnul až na úroveň oceánu, kde svůj let vyrovnal a v nízké výšce pod německým radarem přeletěl nad Belgii. Jeho přelet byl zaznamenán německou protiletadlovou baterií, umístěnou na belgickém pobřeží. Nouzově potom přistál v okupované Belgii u obce Ortho poblíž Bastogne. Obyvatelé se mu snažili pomoci k útěku, ale nepokusil se ani zničit stroj a místní rodinu udal. Zatčeni byli čtyři lidé, dva z nich (Leon Charlier a Amand Durand) popraveni v koncentračních táborech. Domníval se přitom, že unesl nový, nacistům ještě neznámý, typ Hurricane Mk.IIC, šlo však o starší typ Hurricane Mk.I. Letoun sériového čísla W9147 s trupovým označením PA-A byl při nouzovém přistání lehce poškozen a později byl vystaven v Berlíně–Tiergartenu ve sbírkách Deutsche Luftfahrtsammlung, kde byl v listopadu 1943 při britském náletu zničen.
Přeučil dodal pražskému gestapu řadu podrobných zpráv o zahraničním letectvu a jeho příslušnících a byl odměněn 10 000 říšskými markami, v té době přibližně $25 000 (což by bylo přibližně $450 000 dnes). Pro gestapo nadále pracoval, cílem jeho provokací se stal domácí odboj. Byl například nasazen do Malé pevnosti v Terezíně jako fiktivní vězeň; zde udal svého holiče Josefa Vitejčka pro poslouchání zahraničního rozhlasu. Rovněž se podílel na výsleších zajatých československých letců, kteří byli odvlečeni do Prahy. Spolupracoval s Karlem Čurdou i Viliamem Gerikem; druhého z nich udal pro údajně příliš vlažnou spolupráci, za což byl gestapem znovu odměněn.
Důvodem spolupráce s gestapem mohla být neopětovaná láska a vražda.
Před válkou se v Třebsíně zamiloval do místní dívky Marušky Jarůškové, ta však jeho city nesdílela a jednoho dne ji našli mrtvou. Její smrt zůstala dodnes neobjasněná. Jak ale zjistil z vyprávění pamětníků Jaroslav Čvančara, třebsínský truhlář Mach se na smrtelné posteli přiznal, že Přeučil dívku zabil a on pak mrtvolu spolu s ním a s jeho otcem hodili do řeky, aby to vypadalo jako sebevražda. Gestapo se o vraždě dozvědělo, čímž zřejmě přimělo Přeučila ke spolupráci.
Brzy po válce byl zatčen, v roce 1947 odsouzen a popraven oběšením v Pankrácké věznici.